# آرثر ديلاني
آرثر ديلاني (بالإنجليزية: Arthur Delaney)‏ هو منافس ألعاب قوى أمريكي، ولد في 23 يونيو 1993.